# Carlos Medel Vera
Carlos Medel Vera (Cauquenes, 19 de agosto de 1983) es un economista, académico, e investigador chileno. Fue asesor de la Presidencia del Banco Central de Chile durante todo el período de Mario Marcel entre 2017 y febrero de 2022, y luego con la actual presidenta del Instituto Emisor, Rosanna Costa, hasta a agosto de 2022 cuando asume como asesor de la Unidad de Relaciones Internacionales del Banco Central de Chile. Se encuentra dentro de los diez economistas nacionales más citados en el mundo durante la última década de acuerdo a Ideas RePEc.

## Formación
Estudió en el Liceo Antonio Varas de Cauquenes. Cursó Ingeniería Comercial en la Universidad Católica de Chile(2002-2007) y realizó un Magíster en Economía (2008) en la misma casa de estudios. Realizó un MSc in Economics and Econometrics en la Universidad de Nottingham, Reino Unido (2015) logrando la distinción máxima con la tesis "Forecasting Inflation with the Hybrid New Keynesian Phillips Curve: A Compact-Scale Global VAR Approach", cuyo profesor guía fue el economista Kevin Lee.

## Carrera profesional
Ingresó al Banco Central de Chile como analista económico del departamento de Análisis de Coyuntura de la Gerencia de Análisis Macroeconómico (2008-2010), pasando luego en el mismo cargo a la Gerencia de Investigación Económica (2010-2014). En 2015 ingresa a la Gerencia de Estabilidad Financiera hasta que en enero de 2016 asume como asesor del Consejero Mario Marcel manteniéndose con éste durante toda su presidencia hasta febrero de 2022. Durante el resto del año asesorará a la presidenta Rosanna Costa hasta que en septiembre de 2022 es designado como asesor de la Unidad de Relaciones Internacionales del Banco Central de Chile.
Ha sido profesor de macroeconomía y econometría en las universidades Adolfo Ibáñez, Finis Terrae y Santo Tomás.

## Investigación
Es uno de los economistas chilenos más citados entre sus pares de América Latina en la última década según Ideas Repec. Su investigación se ha enfocado en la interacción entre macroeconomía, finanzas, y desarrollo. Entre sus publicaciones se encuentran:
- "Searching for the Best Inflation Forecasters within a Consumer Perceptions Survey: Microdata Evidence from Chile," Working Papers Central Bank of Chile 899, Central Bank of Chile. 2021

- "Forecasting Brazilian Inflation with the Hybrid New Keynesian Phillips Curve: Assessing the Predictive Role of Trading Partners," Working Papers Central Bank of Chile 900, Central Bank of Chile. 2021.

- "Does the Exposure to the Business Cycle Improve Consumer Perceptions for Forecasting? Microdata Evidence from Chile," Working Papers Central Bank of Chile 888, Central Bank of Chile. 2020. Nicolas Chanut & Mario Marcel & Carlos Medel, 2018.

- "Econometric Analysis on Survey-data-based Anchoring of Inflation Expectations in Chile," Working Papers Central Bank of Chile 825, Central Bank of Chile. 2018.

- "An econometric analysis on survey-data-based anchoring of inflation expectations in Chile," Notas de Investigación Journal Economía Chilena (The Chilean Economy), Central Bank of Chile, vol. 21(2), pages 128-152, August. 2018.

- "FinTech and the Future of Central Banking," Economic Policy Papers Central Bank of Chile 63, Central Bank of Chile. Pablo Furche & Carlos Madeira & Mario Marcel & Carlos Medel, 2017.

- "Determinantes de la Inflación de Servicios en Chile," Working Papers Central Bank of Chile 803, Central Bank of Chile. Mario Marcel & Carlos Medel & Jessica Mena, 2017.

- "Un Análisis de la Capacidad Predictiva del Precio del Cobre sobre la Inflación Global," Working Papers Central Bank of Chile 786, Central Bank of Chile. 2016

- "Un análisis de la capacidad predictiva del precio del cobre sobre la inflación global," Notas de Investigación Journal Economía Chilena (The Chilean Economy), Central Bank of Chile, vol. 19(2), pages 128-153, August. 2016.

- "An Analysis of the Impact of External Financial Risks on the Sovereign Risk Premium of Latin American Economies," Working Papers Central Bank of Chile 795, Central Bank of Chile. Rodrigo Alfaro & Carlos Medel & Carola Moreno, 2016.

## Reconocimientos
- Beca de postgrado en Chile para realizar un doctorado en Economía en la Pontificia Universidad Católica de Chile por parte del Banco Central de Chile. Marzo de 2023.[2]

- Premio Gainsborough, Nottingham Economic Review, segundo lugar por el artículo "Fuelling Future Prices: Oil Price and Global Inflation," Reino Unido, Noviembre 2015.[2]

- Beca Sir Clive W.J. Granger, Granger Centre for Time Series Econometrics, Universidad de Nottingham, Reino Unido, Julio 2014.[2]

- Beca Universitas 21 – Universitas 21 Network, Universidad de Nottingham, Reino Unido, Julio 2014.[2]

- Premio Mejor Alumno Área Científica, Liceo Antonio Varas, Cauquenes, Diciembre 2001.[2]